# Tomba de la Manresana
Tomba de la Manresana és un sepulcre situat a la Manresana, els Prats de Rei (l'Anoia), inclòs a l'Inventari del Patrimoni Arqueològic i Paleontològic de Catalunya.
Aquest jaciment estaria relacionat amb un petit lloc d'habitació localitzat a uns 20 metres de la torre, i formarien part d'un petit assentament anterior a la construcció a la torre de La Manresana.
És una tomba retallada sobre un petit aflorament de roca des d'on es domina àmpliament el territori circumdant. És una estructura funerària de planta rectangular, amb una tendència lleugerament trapezial i els angles arrodonits. Actualment presenta molt poca profunditat, possiblement a causa del desgast de la roca per l'erosió. Està orientada est-oest.
Les seves dimensions semblen correspondre a un individu de poca alçada, possiblement un infant o adolescent que no ha completat el seu desenvolupament adult. En el seu interior es dipositaria l'individu estirat en decúbit supí. Posteriorment tota la tomba seria coberta amb una o diverses lloses de pedra i protegit amb terra per protegir l'interior de la tomba.
És una tomba de cronologia imprecisa, anterior a l'estructuració del territori en parròquies, possiblement pertanyent als segles IX-x. Al voltant de la tomba s'observen diverses estructures retallades en el substrat rocós que constitueixen vestigis de diverses activitats humanes, possiblement relacionades amb una ocupació agrícola d'aquest territori.